# Дейл Коллінгс
Дейл Коллінгс (англ. Dale Collings; нар. 16 грудня 1955) — колишній австралійський тенісист.
Найвищу одиночну позицію світового рейтингу — 101 місце досяг 26 грудня 1979 року.
Найвищим досягненням на турнірах Великого шолома було 3 коло в одиночному та парному розрядах.

## Фінали Гран-прі за кар'єру

### Парний розряд: 1 (0–1)
| Результат | Ранг | Дата     | Турнір          | Покриття | Партнер   | Суперники             | Рахунок  |
| --------- | ---- | -------- | --------------- | -------- | --------- | --------------------- | -------- |
| Поразка   | 1.   | Січ 1980 | Перт, Австралія | Трава    | Дік Крілі | Сід Болл Кліфф Летчер | 3–6, 4–6 |